# Den Europæiske Unions traktatgrundlag
Den Europæiske Unions traktatgrundlag består af en samling folkeretlige traktater mellem en række europæiske stater, der fastlægger unionens formål, værdier, procedurer, det institutionelle grundlag, unionens retlige status, samt procedurer for indtræden i og udtræden af unionen. Sammen med traktaterne er der vedtaget en række tillægsprotokoller og fælles erklæringer, der er retligt bindende samt visse ensidige erklæringer, med begrænset eller ingen gyldighed.
Traktaterne er affattet på Den Europæiske Unions officielle sprog, og i modsætning til visse andre folkeretlige traktater har de lige stor gyldighed på samtlige sprog. Med andre ord er der ingen retlig forskel på, om man henviser til f.eks. den danske eller græske sprogudgave af teksterne.

## Oversigt
For at sikre et mere systematisk overblik over de forskellige traktater, der har at gøre med Den Europæiske Union, foretager man typisk en sondring imellem de forskellige traktater baseret på, hvilken funktion traktaten havde, da den blev vedtaget. Efter denne systematik sondrer man imellem oprettelses-, ændrings-, tiltrædelses og øvrige traktater. Selvom det kan se ud som om, at der derved er et vist hierarki imellem de forskellige traktater er dette ikke tilfældet. Systematiseringen har ingen betydning for traktaternes gyldighed.
|             | Oprettelsestraktat | Ændringstraktat | Tiltrædelsestraktat | Øvrige |
| ----------- | --- | --- | --- | --- |
| Beskrivelse | De i alt fire traktater, der historisk har oprettet de enheder, der i dag er samlet under betegnelsen "Den Europæiske Union" | De traktater der er vedtaget for at ændre indholdet af oprettelsestraktater. Disse traktater opkaldes typisk efter den by, hvori traktaten er underskrevet. Indholdsmæssigt svarer de til en ny dansk lov, der ændrer en eksisterende lov.                                   | De traktater der indgåes mellem medlemsstater og øvrige stater med henblik på, at de øvrige stater indtræder i unionen. | Blandt de øvrige folkeretlige instrumenter er traktater der har foretaget mindre ændringer af samarbejdet |
| Traktater   | Traktat om Den Europæiske Union (1992) Traktat om oprettelse af Det Europæiske Økonomiske Fællesskab (1957) Traktat om oprettelse af Det Europæiske Atomenergifællesskab (1957) Traktat om oprettelse af Det Europæiske Kul- og Stålfællesskab (1951) | Lissabontraktaten (2007) Nicetraktaten (2001) Amsterdamtraktaten (1997) Maastrichttraktaten (1992) Den Europæiske Fællesakt (1986) Traktat om ændring af visse finansielle beslutninger (1975) Traktat om ændring af visse budgetbestemmelser (1970) Fusionstraktaten (1965) | Adskillige | Grønlandstraktaten EU's Charter om Grundlæggende Rettigheder                                              |

Efter en ændringstraktat er trådt i kraft foretages der en konsolidering  af oprettelsestraktaterne således, at indholdet af disse bringes i  overensstemmelse med indholdet af ændringstraktaten

## Gældende ret

### Traktat om Den Europæiske Union (EU-traktaten)
EU-traktatens består ligesom en række øvrige folkeretlige dokumenter af et præambel og en serie af i alt 55 artikler, som er fordelt på seks kapitler. Ligeledes usædvanligt er der til traktaten knyttet en række tillægsprotokoller samt Det Europæiske Charter om Grundlæggende Rettigheder. Selve traktaten er struktureret således:
- Præambel
- Afsnit 1: Almindelige bestemmelser (Artikel 1-8)
- Afsnit 2: Bestemmelser om de demokratiske principper (Artikel 9-12)
- Afsnit 3: Bestemmelser om institutionerne (Artikel 13-19)
- Afsnit 4: Bestemmelser om forstærket samarbejde (Artikel 20)
- Afsnit 5: Almindelige bestemmelser om unionens optræden udadtil og særlige bestemmelser om den fælles udenrigs- og sikkerhedspolitik (Artikel 21-46)
- Afsnit 6: Afsluttende bestemmelser (Artikel 47-55)

### Traktat om Den Europæiske Unions Funktionsmåde (EUF-traktaten)
EUF-traktaten består ligesom en række øvrige folkeretlige dokumenter af et præambel og en serie af i alt 358 artikler, som er fordelt på syv dele. Disse dele er videre inddelt i kapitler, som igen er inddelt i afdelinger. Traktaten er struktureret således:
- Præambel
- Del 1: Principperne (Artikel 1-17)
- Del 2: Interne politikker og foranstaltninger (Artikel 18-25)
- Del 3: Et område med frihed, sikkerhed og retfærdighed (Artikel 26-197)
- Del 4: De oversøiske lande og territoriers associering (Artikel 198-204)
- Del 5: Unionens optræden udadtil (Artikel 205-222)
- Del 6: Institutionelle og finansielle bestemmelse (Artikel 223-334)
- Del 7: Almindelige og afsluttende bestemmelser (Artikel 335-458)

### Tillægsprotokoller
Tillægsprotokollerne indeholder bestemmelser af mere teknisk eller detaljeret karakter end dem, der er indføjet i traktaterne. De kan være tilknyttet enten en oprettelsestraktat eller en ændringstraktat og uanset hvor de er indføjet, har de samme retskraft, som selve traktatteksten. Derfor kan protokollerne også kun ændres ved en traktatændring.
1. Protokol om de nationale parlamenters rolle i Den Europæiske Union
2. Protokol om anvendelse af nærhedsprincippet og proportionalitetsprincippet
3. Protokol vedrørende statutten for Den Europæiske Unions Domstol
4. Protokol om statutten for Det Europæiske System af Centralbanker og Den Europæiske Centralbank
5. Protokol vedrørende vedtægterne for Den Europæiske Investeringsbank
6. Protokol om fastlæggelse af hjemstedet for Den Europæiske Unions institutioner og for visse af Unionens organer, kontorer, agenturer og tjenester
7. Protokol vedrørende Den Europæiske Unions privilegier og immuniteter
8. Protokol vedrørende artikel 6, stk. 2, i traktaten om Den Europæiske Union om Unionens tiltrædelse af den europæiske konvention til beskyttelse af menneskerettigheder og grundlæggende frihedsrettigheder
9. Protokol om om Rådets afgørelse om gennemførelse af artikel 16, stk. 4, i EU-traktaten og artikel 238, stk. 2, i EUF-traktaten dels mellem den 1. november 2014 og den 31. marts 2017 og dels fra den 1. april 2017
10. Protokol om permanent struktureret samarbejde etableret ved artikel 42 i traktaten om Den Europæiske Union
11. Protokol ad artikel 42 i traktaten om Den Europæiske Union
12. Protokol om proceduren i forbindelse med uforholdsmæssigt store underskud
13. Protokol om konvergenskriterierne
14. Protokol om eurogruppen
15. Protokol om visse bestemmelser vedrørende Det Forenede Kongerige Storbritannien og Nordirland
16. Protokol om visse bestemmelser vedrørende Danmark
17. Protokol vedrørende Danmark
18. Protokol vedrørende Frankrig
19. Protokol om Schengenreglerne som integreret i Den Europæiske Union
20. Protokol om anvendelse af visse aspekter af artikel 26 i traktaten om Den Europæiske Unions funktionsmåde på Det Forenede Kongerige og på Irland
21. Protokol om Det Forenede Kongeriges og Irlands stilling for så vidt angår området med frihed, sikkerhed og retfærdighed
22. Protokol om Danmarks stilling
23. Protokol om medlemsstaternes forbindelser med tredjelande med hensyn til passage af de ydre grænser
24. Protokol om asyl for statsborgere i Den Europæiske Unions medlemsstater
25. Protokol om delt kompetence
26. Protokol om tjenesteydelser af almen interesse
27. Protokol om det indre marked og konkurrence
28. Protokol om økonomisk, social og territorial samhørighed
29. Protokol om offentlig radio- og tv-virksomhed i medlemsstaterne
30. Protokol om anvendelsen af Den Europæiske Unions charter om grundlæggende rettigheder i Polen og i Det Forenede Kongerige
31. Protokol om import til Unionen af olieprodukter raffineret på De Nederlandske Antiller
32. Protokol om ejendomserhvervelse i Danmark
33. Protokol ad artikel 157 i traktaten om Den Europæiske Unions funktionsmåde
34. Protokol om den særlige ordning for Grønland
35. Protokol om artikel 40.3.3 i Irlands forfatning
36. Protokol om overgangsbestemmelser
37. Protokol om de finansielle konsekvenser af udløbet af EKSF-traktaten og om Kul- og Stålforskningsfonden

## Tidslinje
| Underskrevet Ikrafttrædelse Dokument | 1948 Bruxelles-traktaten                      | 1951 1952 Paris-traktaten      | 1954 1955 Ændrede Bruxellestraktat           | 1957 1958 Rom-traktaterne                    | 1965 1967 Fusionstraktaten                   | 1975 - Rådsmødekonklusioner                  | 1985 Schengen-traktaten                      | 1986 1987 EF-pakken                          | 1992 1993 Maastricht-traktaten               | 1992 1993 Maastricht-traktaten | 1997 1999 Amsterdam-traktaten | 2001 2003 Nice-traktaten  | 2007 2009 Lissabon-traktaten | 2007 2009 Lissabon-traktaten |  |
|                                      |                                               |                                |                                              |                                              |                                              |                                              |                                              |                                              |                                              |                                |                               |                           |                              |                              |  |
| Den Europæiske Unions tre søjler:    |                                               |                                |                                              |                                              |                                              |                                              |                                              |                                              |                                              |                                |                               |                           |                              |                              |  |
| Europæiske Fællesskaber:             |                                               |                                |                                              |                                              |                                              |                                              |                                              |                                              |                                              |                                |                               |                           |                              |                              |  |
|                                      | Det Europæiske Atomenergifællesskab (EURATOM) |                                |                                              |                                              |                                              |                                              |                                              |                                              |                                              |                                |                               |                           |                              |                              |  |
|                                      |                                               |                                | Det Europæiske Kul- og Stålfællesskab (EKSF) | Det Europæiske Kul- og Stålfællesskab (EKSF) | Det Europæiske Kul- og Stålfællesskab (EKSF) | Det Europæiske Kul- og Stålfællesskab (EKSF) | Traktaten ophørte i 2002                     | Traktaten ophørte i 2002                     | Traktaten ophørte i 2002                     |                                | Den Europæiske Union (EU)     | Den Europæiske Union (EU) |                              |                              |  |
|                                      |                                               |                                | Det Europæiske Økonomiske Fællesskab (EØF)   |                                              |                                              |                                              |                                              |                                              |                                              |                                | Den Europæiske Union (EU)     | Den Europæiske Union (EU) |                              |                              |  |
|                                      |                                               |                                |                                              | Schengen-samarbejdet                         |                                              |                                              | Det Europæiske Fællesskab (EF)               | Det Europæiske Fællesskab (EF)               |                                              |                                | Den Europæiske Union (EU)     | Den Europæiske Union (EU) |                              |                              |  |
|                                      |                                               | TREVI                          | TREVI                                        | TREVI                                        | Retlige og indre anliggender (RIA)           |                                              | Det Europæiske Fællesskab (EF)               | Det Europæiske Fællesskab (EF)               |                                              |                                | Den Europæiske Union (EU)     | Den Europæiske Union (EU) |                              |                              |  |
|                                      | Politi- og strafferetligt samarbejde (PSS)    | TREVI                          | TREVI                                        | TREVI                                        | Retlige og indre anliggender (RIA)           |                                              |                                              |                                              |                                              |                                | Den Europæiske Union (EU)     | Den Europæiske Union (EU) |                              |                              |  |
|                                      |                                               |                                |                                              |                                              | Europæiske Politiske Samarbejde (EPS)        | Fælles udenrigs- og sikkerhedspolitik (FUSP) | Fælles udenrigs- og sikkerhedspolitik (FUSP) | Fælles udenrigs- og sikkerhedspolitik (FUSP) | Fælles udenrigs- og sikkerhedspolitik (FUSP) |                                | Den Europæiske Union (EU)     | Den Europæiske Union (EU) |                              |                              |  |
| Vestunionen (WU)                     | Vestunionen (WU)                              | Den Vesteuropæiske Union (WEU) | Den Vesteuropæiske Union (WEU)               | Den Vesteuropæiske Union (WEU)               | Den Vesteuropæiske Union (WEU)               | Den Vesteuropæiske Union (WEU)               | Den Vesteuropæiske Union (WEU)               |                                              |                                              |                                |                               | Den Europæiske Union (EU) |                              |                              |  |
| Vestunionen (WU)                     | Vestunionen (WU)                              | Den Vesteuropæiske Union (WEU) | Den Vesteuropæiske Union (WEU)               | Den Vesteuropæiske Union (WEU)               | Den Vesteuropæiske Union (WEU)               | Den Vesteuropæiske Union (WEU)               | Den Vesteuropæiske Union (WEU)               | Traktaten ophørte i 2011                     |                                              |                                |                               |                           |                              |                              |  |
|                                      |                                               |                                |                                              |                                              |                                              |                                              |                                              |                                              |                                              |                                |                               | v d r                     |                              |                              |  |